# Place de la Concorde
Place de la Concorde (česky náměstí Svornosti) je největší náměstí v Paříži. Bylo vybudováno v letech 1754 až 1763 a má rozlohu 84 000 m2.

## Historie

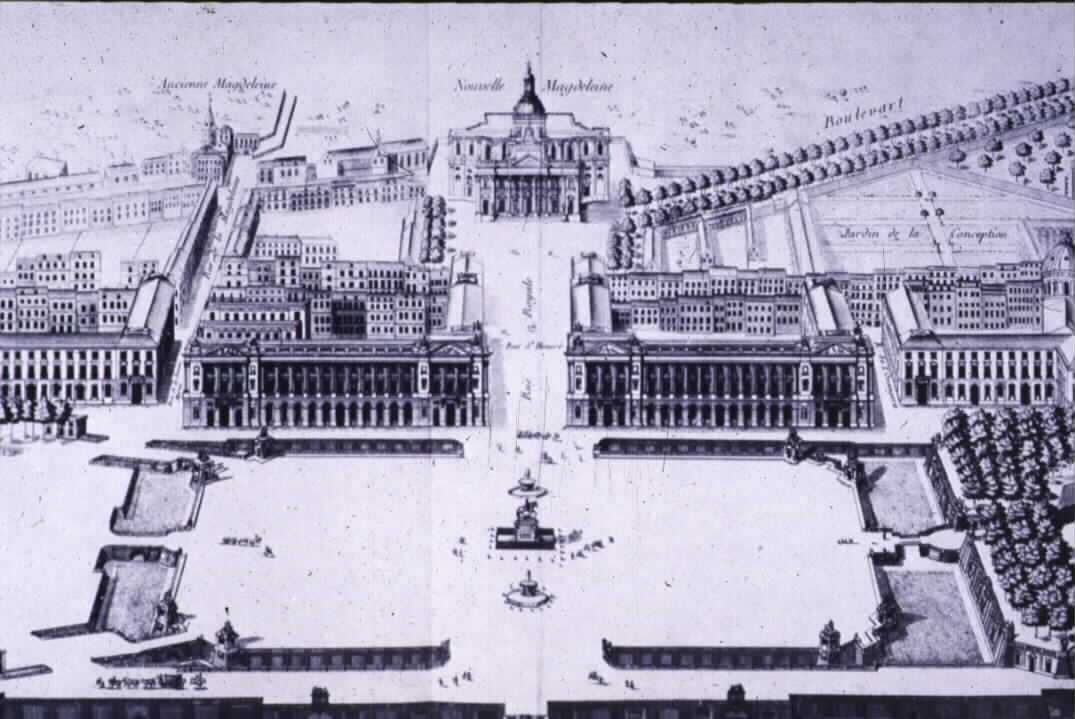
Původní návrh náměstí Ludvíka XV.

Náměstí bylo původně zbudováno na počest krále Ludvíka XV., jehož jezdecká socha zde byla umístěna, a jehož jméno náměstí neslo. Během Francouzské revoluce byla ale socha roztavena a náměstí přejmenováno na náměstí Revoluce. Místo sochy zde byla umístěna gilotina, na níž bylo popraveno na 1300 lidí včetně krále Ludvíka XVI. a později i královna Marie Antoinetta. V roce 1795 se Place de la Révolution přejmenovalo zpátky na "náměstí Ludvíka XV." a pak v roce 1826 na "náměstí Ludvíka XVI." Až roku 1830 dostalo náměstí konečně svůj dnešní název.
Ovšem současnou podobu dostalo náměstí až roku 1836, když zde byl postaven obelisk z egyptského Luxoru, který králi Ludvíku Filipovi daroval tamní místokrál Muhammad Alí. Monolitický obelisk pocházející z 13. století př. n. l. vysoký 23 metrů a vážící 230 tun je uprostřed náměstí. Podstavec vytvořil v Kolíně nad Rýnem narozený a v Paříži pracující architekt a urbanista Jakob Ignaz Hittorff. Ten byl pověřen i další výzdobou náměstí. Po stranách obelisku umístil dvě Fontány Svornosti vyrobené po vzoru fontán na Svatopetrském náměstí v Římě. Dalším jeho dílem je osm kamenných ženských figur, které jsou alegoriemi francouzských měst Bordeaux, Lille, Brest, Rouen, Lyon, Marseille, Nantes a Strasbourg.

## Poloha

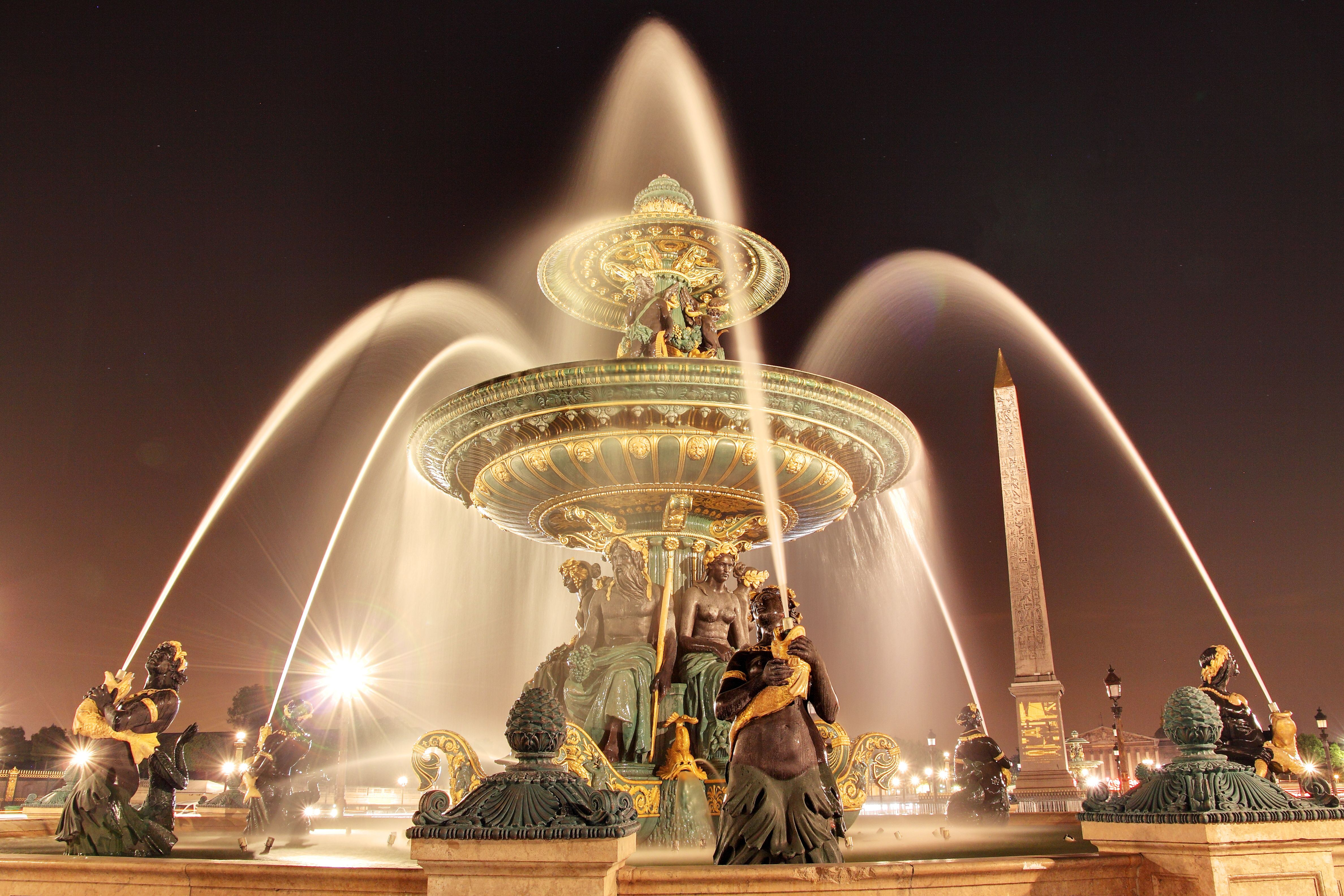
Fontána na náměstí

Náměstí Svornosti je středem velkorysé urbanistické koncepce na pravém břehu Seiny, jež lemuje jeho jižní stranu. Uprostřed je most Concorde, na protějším břehu řeky Bourbonský palác, sídlo dolní komory Francouzského parlamentu (Assemblée nationale). Na západní straně do náměstí kolmo ústí Avenue des Champs-Élysées, jehož dominantami jsou na západě Vítězný oblouk a na východní straně obelisk. Severní stranu náměstí tvoří "dvojčata", vlevo Hôtel de Crillon a vpravo sídlo ministerstva námořnictví. Mezi nimi vybíhá Rue Royale, jež vede ke kostelu La Madeleine. V severovýchodním rohu do náměstí ústí Rue de Rivoli, východní stranu náměstí tvoří Tuilerijské zahrady (Jardin des Tuileries) s galeriemi Jeu de Paume a Orangerie. Náměstí tak tvoří západní hranici celého komplexu Louvre a Tuileries.